# 量子細線
量子細線 （りょうしさいせん、英: quantum wire） とは、電子や正孔の移動方向が一次元のみに束縛された状態もしくは構造。

## 概要
電子や正孔の移動方向を一次元に束縛することにより半導体レーザーに適用した場合には低閾値動作、温度安定性などの特性の飛躍的向上が理論的に予測されている。分子線エピタキシー法(MBE)とへき開再成長法で作成する。量子効果デバイスを実現するためには活性領域となる半導体を他の半導体材料で覆い尽くす必要があり、電子の低次元性の特長を生かすためには大きさの均一性も非常に重要となる。

## 特徴
- 従来の半導体素子と比較して低消費電力
- 温度安定性が向上する
- 製造が困難